# بولي دي
ول دي. ديلفيو الابن (بالإنجليزية: Pauly D)‏ (من مواليد 5 يوليو 1980)، والمعروف باسم دي جي بولي دي، شخصية تلفزيونية أمريكية ومنسق موسيقى أقرص. يشتهر بكونه زميلًا في عرض إم تي في الواقعي في جيرسي شور.
في أغسطس 2011 ، أعلن عن صفقة معلقة من ثلاثة ألبومات مع 50 سنت تسجيلات جي- يونیت وجي- نوت تسجيلات . تم تأكيد هذه الصفقة في وقت لاحق من قبل 50 سنت في 1 ديسمبر 2011. وهو أيضًا أول ممثل من فريق جيرسي شور للحصول على عرضه الخاص، ذا بولي دي بروجكت.

## روابط خارجية
- بولي دي على موقع IMDb (الإنجليزية)
- بولي دي على موقع ميوزك برينز (الإنجليزية)
- بولي دي على موقع إن إن دي بي (الإنجليزية)
- بولي دي على موقع ديسكوغز (الإنجليزية)
- بولي دي على موقع قاعدة بيانات الفيلم (الإنجليزية)
- الموقع الرسمي